# Arne Bang-Hansen

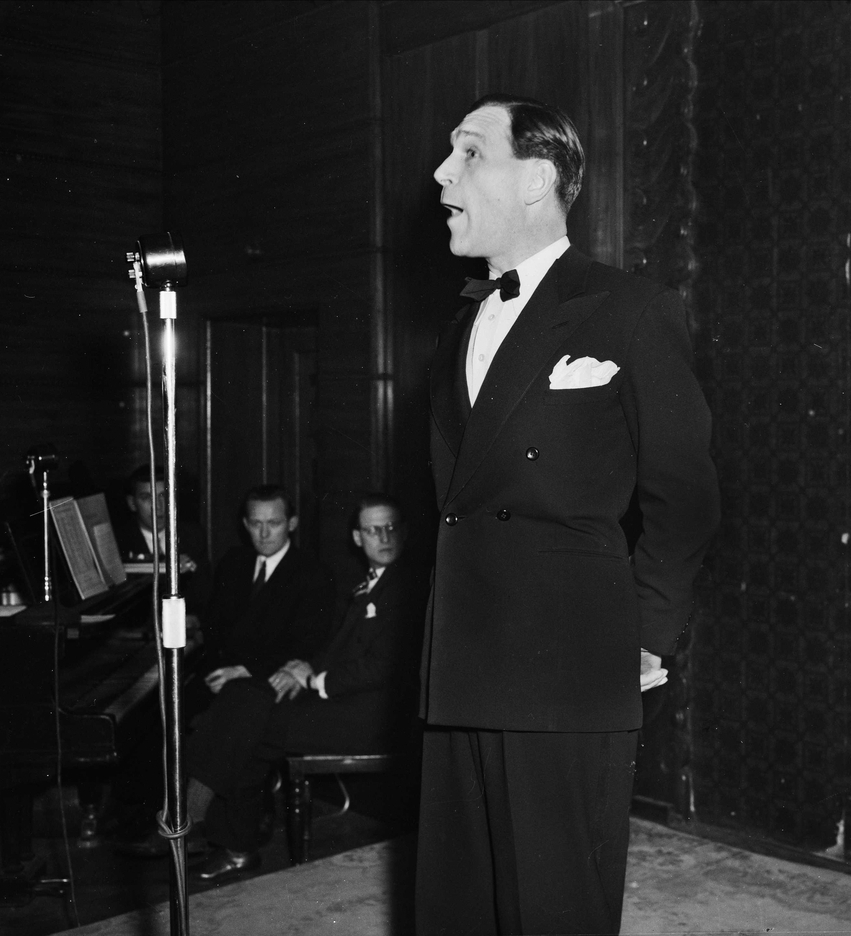
Arne Bang-Hansen, 1952.

Arne Bang-Hansen, född 8 september 1911 i Kristiania (Oslo), död 23 februari 1990 i Oslo, var en norsk skådespelare.
Bang-Hansen debuterade 1932 som volontären i Sigurd Christiansens Dydens have på Nationaltheatret i Oslo. Han var anställd vid Den Nationale Scene 1934–1938, Nationaltheatret 1938–1941, Carl Johan Teatret 1941–1945, Centralteatret 1945–1948, Trøndelag Teater 1948–1949 och var från 1949 åter vid Nationaltheatret.
Bang-Hansen var en humörfylld och artistisk komediskådespelare, inte minst i Ludvig Holbergs verk, och en skarpsinnig människokännare i tragedin och det moderna psykologiska dramat. Han spelade med djup insikt Gibbs i T.S. Eliots Cocktailpartyt och Callifer i Graham Greenes The Potting Shed, visade sin människokännedom som Leonid och Firs i Anton Tjechovs Körsbärsträdgården, var en myndig Kroll i Henrik Ibsens Rosmersholm och gjorde starkt intryck som föreläsaren i Franz Kafkas Redogörelse framlagd för en akademi. Med stor inlevelseförmåga skildrade han livets förlorare, bland andra portieren i Eugene O'Neills Hughie. Han gav 1985 ut självbiografin Fra mitt skjeve hjørne. Han medverkade även i ett flertal filmer.
Bang-Hansen tilldelades St. Olavs Orden för sina insatser som skådespelare.

## Filmografi (urval)
- 1934 – Sangen om Rondane
- 1939 – Å, en så'n brud!
- 1953 – Skøytekongen
- 1953 – Brudebuketten
- 1954 – Kasserer Jensen
- 1959 – Støv på hjernen
- 1960 – Millionær for en aften
- 1961 – Norges söner
- 1962 – Sønner av Norge kjøper bil
- 1978 – Höstsonaten
- 1985 – Smugglarkungen